# Őslények országa 5. – A rejtélyes sziget
Az Őslények országa 5. – A rejtélyes sziget (eredeti cím: The Land Before Time V: The Mysterious Island) 1997-ben bemutatott amerikai rajzfilm, az Őslények országa sorozat ötödik része. A rendezője és a producere Charles Grosvenor, az írója John Loy, a zeneszerzői Michael Tavera és James Horner. A filmet a Universal Cartoon Studios gyártásában készült, az Universal Studios Home Video forgalmazásában jelent meg. Műfaját tekintve kalandfilm.
Amerikában 1997. december 10-én mutatták be.

## Szereplők
| Szereplő            | Eredeti hang                         | Magyar hang                     |
| ------------------- | ------------------------------------ | ------------------------------- |
| Tappancs            | Brandon Lacroix Thomas Dekker (ének) | Előd Álmos                      |
| Kistülök            | Anndi McAfee                         | Szőnyi Juli Mánya Zsófia (ének) |
| Kacsacsőr           | Aria Noelle Curzon                   | Molnár Ilona                    |
| Röpcsi              | Jeff Bennett                         | Bolba Tamás                     |
| Tüskés              | Rob Paulsen                          | eredeti hang                    |
| Hami                | Cannon Young                         | Szalay Csongor                  |
| Tappancs nagypapája | Kenneth Mars                         | Szabó Gyula                     |
| Tappancs nagymamája | Miriam Flynn                         | Molnár Piroska                  |
| Elsie               | Christina Pickles                    | Biró Anikó                      |
| Mesélő              | John Ingle                           | Bertalan Ágnes                  |
| Kistülök apja       | John Ingle                           | Gyürki István                   |
| Kacsacsőr anyukája  | Tress MacNeille                      | Kiss Erika                      |
| Röpcsi anyukája     | Tress MacNeille                      | TBA                             |

További magyar hangok: Csuha Bori